# Pat Torpey
Pat Torpey est un batteur américain de rock, né le 13 décembre 1953 à Cleveland et mort le 7 février 2018.
Il est membre du groupe de hard rock Mr. Big.

## Biographie

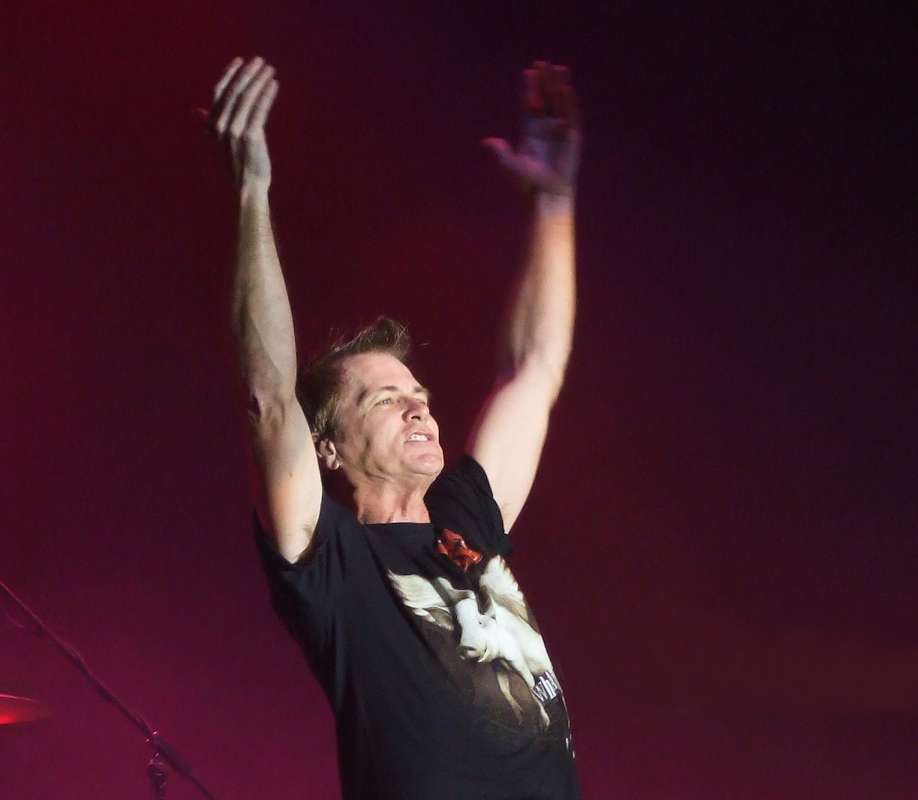
Pat Torpey lors d'un concert de Mr. Big en 2011.

Torpey est né à Cleveland le 13 décembre 1953. Il a commencé à s'intéresser à la batterie quand il était enfant après avoir vu un batteur dans un groupe de polka lors d'un pique-nique local. 
Au lycée, Torpey s'est immergé dans tous les programmes de musique disponibles, concerts, orchestres, marches et groupes de scène. À propos de son adolescence, il a déclaré: «Je voulais jouer de la percussion, et j'ai convaincu ma mère de m'acheter une batterie d'occasion pour mon treizième anniversaire. Sa famille a déménagé à Phoenix, en Arizona, où il a commencé à perfectionner ses compétences en jouant dans divers groupes locaux.
En 1983, Torpey a déménagé à Los Angeles. Il se rappelle au sujet du début de sa carrière: "Je suis un très bon joueur de softball et j’ai même réussi à intégrer une ligue amateur. Grâce à cela, j’ai pu me faire de nouveaux amis et nouer des contacts lors de quelques concerts. Je suis devenu un pilier des émissions American Bandstand et Solid Gold accompagnant des artistes comme Ben E. King, Mike + The Mechanics, Melissa Manchester, Bob Geldof et quelques-uns dont je ne me souviens même pas. "
En 1985, Torpey a auditionné pour le chanteur de pop-rock britannique John Parr, qui à l'époque avait le hit "St. Elmo's Fire" et faisait la première partie de Tina Turner lors de sa tournée Private Dancer. À la fin de cette tournée, il devint le batteur de Belinda Carlisle lors de sa première tournée solo, en première partie de Robert Palmer.
Torpey explique en outre: "En 1987, je faisais une émission de télévision avec Roger Daltrey et Bobby Colomby de Blood, Sweat and Tears m'a approché pour me demander si j'étais disponible pour faire quelques séances d'enregistrement  en studio. Colomby produisait quelques titres pour The Knack et leur batteur originel venait de quitter le groupe. J'aimais leur musique qui est un vrai plaisir à jouer pour un batteur. Ils m'ont ensuite demandé de rejoindre le groupe pour de bon."
En tournée avec the Knack, Torpey a été remarqué par Billy Sheehan et Paul Gilbert , qui cherchaient un batteur pour un nouveau groupe. "J'ai aimé jouer avec The Knack mais quand Billy s'est approché de moi, j'ai sauté sur l'occasion."
Mr. Big a obtenu un contrat d'enregistrement avec Atlantic Records mais avant que le groupe ne commence à travailler sur le premier CD Torpey a été engagé pour jouer avec Robert Plant lors de sa tournée Now and Zen pour remplacer le batteur Chris Blackwell qui s'était blessé.  "Led Zeppelin a eu une telle influence et les gars de Mr.Big savaient que c'était une opportunité fantastique et ils m'ont donné leur bénédiction." Jouer Communication Breakdown tous les soirs, quel bonheur !!!"
En 1992, la chanson à succès international de Mr. Big "To Be With You" était n°1 aux États-Unis et dans quinze autres pays ainsi qu'au top cinq dans beaucoup d'autres. Pendant quatorze ans, Mr. Big a fait le tour du monde en tête d'affiche et en première partie de groupes comme Aerosmith, Rush, Bryan Adams, The Scorpions et d'autres, leur virtuosité et leurs performances live exceptionnelles devenant la base de leur réputation.

## Décès
Il a annoncé le 25 juillet 2014 qu'il avait reçu un diagnostic de maladie de Parkinson et qu'il serait incapable de remplir toutes ses fonctions normales de percussionniste lors de la tournée mondiale du groupe en 2014-15 à l'appui de l'album ... The Stories We Could Tell .
«Je traite les symptômes de la maladie de Parkinson . depuis quelques années et j'ai récemment reçu un diagnostic confirmé alors que les symptômes s'aggravaient», a déclaré Torpey. "J'ai l'intention de lutter contre la maladie avec la même intensité et la même ténacité que moi, et je continuerai à enregistrer et à jouer, comme toujours, au mieux de mes capacités."
Torpey a joué le rôle de "producteur de batterie" sur le dernier album de Mr. Big, Defying Gravity , et a joué des percussions en tournée, bien que Matt Starr ait repris les fonctions de batteur principal.
Torpey est mort des complications de la maladie de Parkinson à l'âge de 64 ans le 7 février 2018.

## Matériel
Torpey a utilisé des batteries Tama , des cymbales Zildjian et des baguettes Promark . Pendant son temps avec M. Big, il a utilisé la batterie Tama Artstar et peut être vu dans presque toutes les photos et vidéos de ses batteries. Plus récemment, il a utilisé les batteries Tama Starclassic alors que la série Artstar a été abandonnée.

## Albums solo
Torpey a été noté comme un chanteur backing accompli (avec une gamme vocale étendue) et il chante souvent des reprises dans le spectacle Mr. Big pendant son rappel. En outre, il chante des chansons des Beatles pendant son solo de batterie. En raison de la popularité de M. Big au Japon et en Asie, Torpey a sorti deux albums solo (en tant que chanteur) à l'étranger, Odd Man Out et Y2K en 1998 et 1999.

## Vidéos pédagogiques
Torpey a deux vidéos pédagogiques, Big Drums (interprétant plusieurs chansons de Mr. Big avec Billy Sheehan) et Rock Groove Drumming , montrant son approche des paradymes, des notes de grâce, de la technique talon-talon et des triplets et doubles coups rapides. Les deux fournissent un aperçu de ses parties de batterie sur les chansons de M. Big  ("Addicted to That Rush", "Temperamental", "Mr. Gone", "Take Cover" and "Colorado Bulldog")

## Discographie

### Solo
- Odd Man Out (1998)
- Odd Man Out: Y2K (1999)

### Avec Impellitteri
- Stand in Line (1988)

### Avec Mr. Big
- Mr. Big (1989)
- Lean Into It (1991)
- Bump Ahead (1993)
- Hey Man (1996)
- Get Over It (1999)
- Actual Size (2001)
- What If... (2011)

### Avec Richie Kotzen
- What Is... (1998)
- Change (2003)